# L'Art poétique
Pour les articles homonymes, voir Art poétique (homonymie).
L’Art poétique de Nicolas Boileau est un poème didactique de onze cents alexandrins classiques (chaque vers est donc composé de deux hémistiches de six syllabes), découpé en quatre chants et paru en 1674. Il traite des règles fondamentales de l'écriture en vers classiques, et de la manière de s'approcher au plus près de la perfection. Pour Boileau, porte-étendard de la théorie classique, le beau dérive du vrai. Afin d'être lu dans les salons, par le public de mondains qu'il veut toucher, l'auteur a choisi la forme versifiée, le style galant, facile et agréable à lire. À l'inverse d'un traité en prose, qui réclamerait une rigueur sévère dans la construction, L'Art Poétique a les apparences d'un poème didactique mais n'a pas pour but d'enseigner à bien écrire. Cette poétique, inspirée dans sa méthode par Horace et dans ses théories par Aristote, est surtout un poème satirique qui donne à son auteur l'espace nécessaire pour exposer ce qu'il juge bon ou mauvais.

## Structure et contenu

### Chant I
(232 vers)
Dans ses six premiers vers, le poète affirme la nécessité d'un talent inné sans lequel l'écriture poétique lui semble impossible. Il soutient néanmoins par la suite que ce talent naturel ne peut se suffire à lui-même et qu'il doit se soumettre aux règles de la poésie, et donc, à l'apprentissage rigoureux de cet art. Pour Boileau, la perfection n'est accessible que lorsque sont réunis le génie et le respect des règles.
L'art poétique naît de la conjugaison du génie d'un auteur, d'un contexte social et culturel, et de la mise en œuvre de règles de logique.

### Chant II
(204 vers)
L'auteur passe en revue les genres mineurs de la poésie : idylle, églogue, élégie, épigramme, ode, sonnet, etc. Même si certains auteurs ont porté ces genres à leur sommet, jamais ils n'atteignent au sublime. La satire est la seule forme à ne pas être considérée par Boileau comme mineure. 

### Chant III
(428 vers)
Les grands genres — tragédie, épopée, comédie — donnent naissance à des chefs-d'œuvre éternels qui, par leur charge émotionnelle, suscitent l'émerveillement du spectateur ou du lecteur.
Le chant III décrit la règle des trois unités du théâtre classique. 

### Chant IV
(236 vers)
Boileau célèbre le pouvoir créateur de la parole.

## Doctrine
Pour cet auteur classique, poésie et rigueur vont ensemble, la poésie répond à un code esthétique précis duquel il ne convient pas de s'éloigner qu'il s'agisse des contraintes de versification ou des thèmes abordés.
Pour Boileau le beau dérive du vrai. Et c'est ce vrai fondamental que tout bon poète a pour mission d'exprimer en produisant une œuvre régie par le naturel : clarté, adéquation parfaite entre forme et sujet, simplicité. À bannir donc dans le style, toutes les affèteries et postures telles la préciosité (Chapelain), le burlesque, la pédanterie (Voiture). L'imagination débridée et l'exceptionnel (Jamais au spectateur n'offrez rien d'incroyable), sont aussi des obstacles à la manifestation du naturel, de même que le réalisme le plus cru. Le vrai trouve son expression la plus raisonnable dans le vraisemblable, dont le chemin est indiqué par le bon sens dont les auteurs anciens sont les modèles exemplaires.
Attention, comme le souligne Gustave Lanson, la raison de Boileau n'est pas celle positive, et utilitariste qui éclot dans la bourgeoisie de 1830, ni une idéologie ou une philosophie. Ce n'est pas non plus la raison telle que l'entendent Voltaire ou Condillac. La raison bolévienne est une raison cartésienne, qui domine l'âme humaine et la guide pour lui permettre de distinguer le vrai du faux. 
Selon Michael Nerlich, la doctrine esthétique de Boileau est l'expression de la lutte de la bourgeoisie commerçante colbertiste contre les valeurs surannées de la noblesse féodale et guerrière. À travers L'Art Poétique s'exprime une pensée cartésienne… et janséniste. Le satiriste a en effet grandi dans une famille favorable au jansénisme et, par la suite, a régulièrement soutenu la cause des pieux érudits de Port-Royal. Comme l'écrit Joseph Pineau, Boileau, homme des vérités simples et solides s'accorde avec le robuste « bon sens » janséniste.

## Genèse

### Influences et prédécesseurs
Les premières et plus anciennes des sources de Boileau sont sans doute la Poétique d'Aristote, que le frère de Nicolas, Gilles Boileau avait commencé à traduire ainsi que la Rhétorique qu'il déclare avoir lu bien qu'il soit difficile de percevoir les véritables enjeux que ces textes purent apporter à l'écriture de sa propre poétique.
L'Art poétique d'Horace, lui, a en revanche été d'une grande utilité, on y retrouve de grandes similitudes, malgré les différences notables imputable à un système de versification complètement différent.
Ainsi, c'est d'Horace que Boileau tire des phrases telles que
« Ce que l'on conçoit bien s'énonce clairement

Et les mots pour le dire arrivent aisément. » (Chant 1)
ou encore
« J'évite d'être long et je deviens obscur. » (Chant 1)
Ainsi, une centaine de vers de l'art poétique proviendraient directement d'Horace.
Les sources d'inspiration de Boileau ne se limitent pas à l'Antiquité.  Il puise une grande partie de ses règles dans les œuvres que certains des artistes et critiques de son temps, créateurs du classicisme, avaient déjà élaborées. Parmi ses sources les plus évidentes on peut citer Georges de Scudéry, Corneille dans ses Discours, la Pratique du théâtre (1657) de l'abbé d'Aubignac, ou encore Desmarets. Selon Fanny Nepote-Desmarres, c'est La poétique de Malherbe (écrite en réaction contre Ronsard) qui marque le plus profondément Boileau. Mais Boileau donne aux idées de Malherbe une plus grande audience en rédigeant son Art poétique de sorte qu'il soit accessible au public lettré des salons.
D'autres références peuvent être mentionnées : La Poétique de Scaliger, La Poétique de La Mesnardière, Le Parnasse réformé (1669) et La Guerre des auteurs (1671) de Gabriel Guéret.

### Étapes de création
Le projet serait né dans les années 1669-70 dans le creuset de l'Académie Lamoignon, cercle poétique et mondain. Des fragments de L'Art poétique ont été lus en 1672, dans le salon du cardinal de Retz. Une lecture intégrale a eu lieu, l'année suivante, chez Jean Hérault de Gourville, intendant de la maison de Condé. L'œuvre a également été lue chez Simon Arnauld de Pomponne et Madame de Montespan où se rencontrait l'élite mondaine et intellectuelle de l'époque (La Rochefoucauld, Caumartin, Mesdames de Sévigné, de la Fayette, de Coulanges, de La Sablière, de Thianges… et Madame Scarron, la future Madame de Maintenon).

## Influence dans l'histoire de la littérature
Comme le souligne Ferdinand Brunetière, certains vers de L'Art poétique, parfois directement issus de l'Art poétique d'Horace, sont passés dans le langage courant sous forme de maximes ou de proverbes : « Vingt fois sur le métier remettez votre ouvrage », « Ce que l'on conçoit bien s'énonce clairement », etc.